# Claritas Rupes
Claritas Rupes és una formació geològica de tipus rupes a la superfície de Mart, localitzada amb el sistema de coordenades planetocèntriques a -17.5 latitud N i 256.2 ° longitud E, que fa 952.87 km de diàmetre. El nom va ser aprovat per la UAI l'any 1991 i fa referència a una característica d'albedo localitzada a 25 latitud S i 110 ° longitud O.